# Аделфи
Аделфи (греч. Αδελφοί — «Братья») — небольшой необитаемый остров в Греции, в Эгейском море, в архипелаге Северные Спорады. Расположен к юго-востоку от острова Алонисос. Наивысшая точка 177 м над уровнем моря. Административно относится к общине Алонисос в периферийной единице Спорады в периферии Фессалия.
Северо-восточнее расположен остров Аделфопуло, юго-западнее — острова Гайдуронисия (Γαϊδουρονήσια): Гайдарос (Γάιδαρος) и Полирихос (Πολύριχος).

## Население
| Год  | Население, человек |
| ---- | ------------------ |
| 1991 | 0                  |
| 2001 | 9                  |
| 2011 | ↘ 0                |